# المسيحية في منغوليا الداخلية
كانت كنيسة المشرق واحدة من الأديان المهمة بين المغول في ذروة انتشارها في القرون الوسطى، تستضيف منغوليا الداخلية بقايا أثرية تعود إلى الطوائف المسيحية القديمة. وأعيد إحياء المسيحية في الصين، بعدما أن اختفت بين الصينيين الهان، من قبل المغول أنفسهم، عندما غزيت البلاد في القرن الثالث عشر وتأسيس سلالة يوان.
دخلت البروتستانتية المنطقة في القرن التاسع عشر. وقد تجاهل المبشرين المسيحيين سياسة سلالة كينغ من منع دخولهم منغوليا الداخلية ومنشوريا، حيث ازدادت أعدداهم جنبًا إلى جنب العدد المتزايد بإستمرار من المستوطنون الصينيون من الهان، وهناك منذ العقود الأخيرة من هذا القرن ازدادت حركة ونشاط المبشرين المسيحيين.